# Orchestre du Centre national des arts
 (février 2024).
Si vous disposez d'ouvrages ou d'articles de référence ou si vous connaissez des sites web de qualité traitant du thème abordé ici, merci de compléter l'article en donnant les références utiles à sa vérifiabilité et en les liant à la section « Notes et références ».
 (octobre 2020).

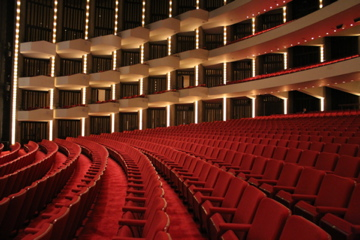
Salle Southam au Centre national des Arts (CNA).

L’Orchestre du Centre national des Arts (en anglais : National Arts Centre Orchestra) est un orchestre symphonique fondé à Ottawa, Ontario, en 1969et dirigé par Alexander Shelley. La salle principale où se produit l’orchestre est la salle Southam du Centre national des Arts. L’orchestre a commandé plus de 90 nouvelles œuvres principalement à des compositeurs canadiens. Il a également visité plus de 125 villes canadiennes et plus de 130 villes à travers le monde. L'orchestre a effectué une première tournée pancanadienne en 1999 et une seconde en 2017. En mai 2019, l’orchestre du CNA a participé à une tournée européenne majeure, offrant des concerts et des événements éducatifs dans cinq pays.

## Contexte historique
L’Orchestre du CNA a été fondé en 1969 comme orchestre en résidence du nouveau Centre national des Arts, avec Jean-Marie Beaudet comme directeur musical et Mario Bernardi comme chef d’orchestre fondateur. Bernardi est devenu directeur musical en 1971, poste qu’il a occupé jusqu’en 1982. L’Orchestre du CNA a entrepris sa première tournée internationale en Europe en 1973, voyageant aussi loin que Leningrad. L’Orchestre du CNA maintient son engagement envers les tournées internationales, avec une tournée aux deux ans en moyenne, notamment au Royaume-Uni, en Chine, aux États-Unis et partout en Europe. 
Beaudet et Bernardi sont les seuls chefs d’orchestre canadiens à être nommés directeurs musicaux de l’Orchestre du CNA. Bernardi a été nommé chef lauréat en 1997. Les directeurs musicaux subséquents de l’Orchestre du CNA ont été Franco Mannino (1982 à 1987), Gabriel Chmura (1987 à 1990), et Trevor Pinnock (1991 à 1997). Pinchas Zukerman a été directeur musical de l’Orchestre du CNA de 1999 à 2015. L’Orchestre est passé à 61 musiciens sous la direction de Zukerman. En octobre 2013, l’Orchestre du CNA a annoncé la nomination d’Alexander Shelley comme prochain directeur musical à compter de la saison 2015–2016, avec un contrat initial de 4 ans. En 2018, le CNA a annoncé que son contrat serait renouvelé jusqu’en 2022.
Franz-Paul Decker a été premier chef invité de 1991 à 1999. En 2001, Jean-Philippe Tremblay a été nommé au poste nouvellement créé de chef apprenti pour un mandat de deux ans. John Storgards est présentement le premier chef invite de l’Orchestre du CNA, alors que Jack Everly est le premier chef des concerts Pops.  

## Enregistrements
En mai 2020, l’Orchestre du CNA a fait paraître un nouvel enregistrement, Clara, Robert, Johannes — Les favoris des muses, le septième album sous l’étiquette Analekta au cours des quatre dernières années et le cinquième sous la direction d’Alexander Shelley. L’album est le premier d’une série de quatre dans un cycle d’enregistrements qui explorent les liens artistiques et personnels étroits entre trois géants musicaux : Clara Schumann, Robert Schumann et Johannes Brahms. Les symphonies de Robert Schumann et Johannes Brahms sont jumelées et combinées aux œuvres orchestrales et de musique de chambre de Clara Schumann, dont certains véritables bijoux musicaux. L’album met en vedette la pianiste vénézuélienne Gabriela Montero. Pour rendre hommage aux célèbres talents d’improvisation de Clara Schumann, qui improvisait à la fois pour se réchauffer et pour faire le pont entre des œuvres consécutives lors de concerts, Montero offre des improvisations originales inspirées de la musique de Clara et interprète le Concerto pour piano de Clara. 
L’album précédent, Aux frontières de nos rêves, est paru à l’automne 2018 et comprenait la première mondiale du Concerto de l’Asile de Walter Boudreau, interprété par le pianiste Alain Lefèvre, ainsi qu’un solo du premier violon de l’Orchestre du CNA, Yosuke Kawasaki. En janvier 2020, l’album a été mis en nomination par l’Académie canadienne des arts et des sciences de l’enregistrement (CARAS) pour un prix JUNO dans la catégorie Album classique de l’année (orchestre). La cérémonie de remise de prix a d’abord été annulée en raison de la pandémie de COVID-19, mais a ensuite été remplacée par une cérémonie virtuelle le 29 juin. 
Cet album faisait suite à Nouveaux Mondes, sous la direction musicale d’Alexander Shelley, qui a été finaliste aux prix JUNO dans la catégorie Album classique de l’année (orchestre) en 2019. On trouve sur cet album Golden Slumbers Kiss Your Eyes… de la compositrice montréalaise Ana Sokolović, qui a remporté le prix JUNO de la composition de musique classique de l’année. Parmi d’autres enregistrements réalisés avec Analekta, notons Réflexions sur la vie, où figure la composition My Name is Amanda Todd de Jocelyn Morlock, lauréate du prix JUNO de la composition de musique classique de l’année en 2018, et RENCONTR3S. Tous ces enregistrements rendent hommage aux plus grands artistes et compositeurs canadiens d’aujourd’hui. 
Avant d’établir une relation avec l’étiquette Analekta, l’Orchestre du CNA avait déjà fait paraître plus de 40 enregistrements, dont six avec son avant-dernier chef d’orchestre Pinchas Zukerman : Haydn, Vivaldi, Beethoven, Schubert et deux de Mozart (un album de quatuors avec flûte, et un album de musique pour orchestre et de quintettes à cordes). La commande d’œuvres canadiennes originales est un élément important du mandat du Centre national des Arts, avec plus de 90 œuvres commandées à ce jour.   
Un album double de Mozart a été lancé en 2003, mettant en vedette de la musique orchestrale et de la musique de chambre avec Pinchas Zukerman comme chef d’orchestre et soliste au violon. Un album de musique de chambre des quatuors avec flûte de Mozart, paru sous l’étiquette CBC Records et mettant en vedette Joanna G'froerer, flûte solo, Martin Beaver, violon invité, Pinchas Zukerman, alto, et Amanda Forsyth, violoncelle solo, a été nommé meilleur album canadien de musique de chambre par Opus Magazine en 2001. 

## Expérience numérique
L’Orchestre du CNA rejoint un public mondial par une vaste gamme de produits numériques, dont des balado, des enregistrements offerts en téléchargement ou en diffusion continue, ou des événements « branchés » qui permettent à des groupes géographiquement éloignés de participer à des activités d’éducation musicales, des classes de maître et plus avec l’Orchestre du CNA grâce aux dernières technologies de vidéoconférence. Récemment, dans le cadre de la pandémie mondiale de COVID-19, l’Orchestre du CNA a créé et lancé une nouvelle série de produits numériques dont les Pauses-midi avec l’OCNA, des prestations numériques quotidiennes captées par les musiciens dans leur demeure ; les Livraisons à domicile de l’OCNA, des enregistrements intégraux de concerts accompagnés de commentaires vidéos d’Alexander Shelly, présentés sur demande sur une base hebdomadaire ; et les diffusions en direct Parlons musique où Alexander Shelley s’entretient avec des artistes de renommée mondiale tels que James Ehnes et Gabriela Montero.

## Activités d'apprentissage et de rayonnement
L’Orchestre du Centre national des Arts du Canada, sous la houlette de son directeur musical Alexander Shelley, dirige un important département d’éducation musicale et de rayonnement dans la collectivité. Les nombreuses activités proposées forment le pendant du volet de prestations et de création artistique de l’ensemble. Plus d’un million de jeunes, élèves, enseignants, musiciens émergents et amateurs, membres de communautés mal desservies et personnes ayant des besoins particuliers participent chaque année, en personne et en ligne, à des centaines d’activités – concerts dans les écoles, concerts familiaux, répétitions publiques, ateliers, classes de maître, mentorat d’harmonies, formations en ligne, concours avec bourses à la clé et bien plus – qui ont lieu dans la région de la capitale nationale, partout au Canada et à l’étranger grâce à plusieurs partenariats. 

## Chefs d'orchestre résidents
- Mario Bernardi (1969-1982)[4]
- Franco Mannino (1982-1986)[4]
- Gabriel Chmura (1986-1990)[4]
- Trevor Pinnock (1991-1998)[4]
- Pinchas Zukerman (1999-2015)[5]
- Alexander Shelley (en) (2015-présent)[6]